# Tamiya-Stecker

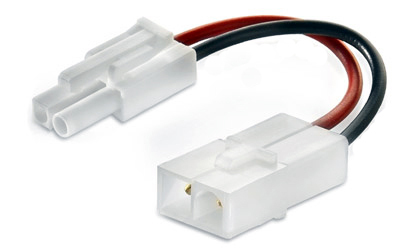
Adapter Tamiya-Mini-Stecker (oben links) und Tamiya-Buchse (unten rechts)

Ein Tamiya-Stecker ist ein elektrischer Steckverbinder zur Gleichspannungs-Stromversorgung. Er findet Verwendung im RC-Modellbau, um eine einfache verpolungssichere Verbindung zwischen Modell und Akkupack herzustellen. Der Stecker wurde vom japanischen Modellbau-Unternehmen Tamiya eingeführt, nach dem der Steckertyp auch benannt ist.

## Aufbau
Es gibt den Tamiya-Stecker in zwei Größen mit 13,5 mm Breite und den Mini-Stecker mit 9,5 mm Breite. Dabei wird gewöhnlich der positive Pol mit einem roten Kabel und einem quadratischen Profil verbunden. Der negative Pol wird mit einem schwarzen Kabel und mit einem halbrunden-halbquadratischen Profil in der Standard-Version und einem runden Profil in der Mini-Version verbunden.
Es besteht die Möglichkeit einer sprachlichen Verwechslung der Verbinder. Der mechanische (männliche) Stecker verwendet weibliche elektrische Kontakte und entsprechend die mechanische weibliche Buchse männliche elektrische Kontakte. Elektrotechnisch ist der elektrische Kontakt namensgebend für Stecker und Buchse. Der Fachhandel nutzt gelegentlich die mechanischen Verbinder zur Bezeichnung, oder bezeichnet sowohl den akkuseitigen, als auch ladegerätseitigen Teil der Steckverbinder einfach als Tamiya-Stecker. Es besteht jedoch die Konvention auf Seiten des Akkukabels den elektrischen Stecker (weibliche Buchse) und auf Seiten des Ladegerätkabels die elektrische Buchse (männlicher Stecker) zu verwenden.